# Homoiousisme
L'homoiousisme ou homéousisme ou semi-arianisme est une doctrine chrétienne apparue au IVe siècle. Quoique de tendance orthodoxe et anti-arienne, elle se caractérise néanmoins par son refus de la notion d'homoousisme — c'est-à-dire de consubstantialité du Père avec le Fils, telle que formulée au premier concile de Nicée — qu'elle considère comme une dérive sabellianiste.

## Contexte
La théologie nicéenne rencontre une forte opposition sous les successeurs de Constantin Ier. Les anti-nicéens se regroupent alors en trois tendances :
1. En opposition radicale, les ariens purs sous la direction d'Aetius, Eunome et Eudoxe de Constantinople. Adeptes de l'arianisme primitif, ils professent la doctrine hétérousiate (litt. « d’une autre substance »), déclarant que le Fils est dissemblable en tout du Père, d'où leur nom d'« anoméens » et d'« hétérousiates ».
2. À l'opposé, le groupe homoiousien (en latin homeousianus, qui donne parfois en français « homéousien »[2]). Il relève de l'orthodoxie nicéenne, mais affirme sa défiance à l'égard de l’homoousios (« consubstantiel »), terme nouveau, non scripturaire, et qu'ils disent imprégné de sabellianisme[1] ; ce groupe offre de lui subsister le terme « homoiousios », qui signifie seulement « semblable en nature » au Père. Par prévention contre l’homoousios, plusieurs évêques s'y rangent, à l'instar de Cyrille de Jérusalem. Ce courant, bien qu'orthodoxe, est régulièrement qualifié — de manière discutable — de « semi-arianisme »[1].
3. Entre ces deux groupes, le parti des « homéens », ou encore acaciens — du nom de leur chef Acace de Césarée — pour lesquels le Fils est simplement semblable (en grec ancien : ὃμοιος / hómoios) au Père, sans préciser de quoi relève cette similitude, dans une formule tellement vague qu'elle a pu rallier nombre d'anti-nicéens.

En résumé, quatre termes définissent les partis :
- homoousiens (nicéens) : favorables à la thèse de la même nature du Fils à celle du Père aussi dit « consubstantialité », en grec : « ὁμοούσιος » / homoousios ;
- homoiousiens : favorables à la thèse de nature semblable du Fils (ou substance) que celle du Père, en grec : «  ὁμοιούσιος » / homoiousios ;
- homéens : favorables à la thèse de la ressemblance du Fils au Père, évitant de sonder le mode de cette ressemblance, en grec : ὅμοιος / hómoios ;
- anoméens (ou mieux an-homéens) : favorables à la thèse de la dissemblance du Père et du Fils (leur ressemblance n'est qu'une façon de parler), en grec : ἀνόμοιος / anomoios.

## Développement
Le parti homoiousien naît ainsi au sein du parti nicéen de la recherche d'une voie théologique médiane entre arianisme et orthodoxie nicéenne, à la suite des trois « Eusèbe » : Eusèbe de Nicomédie, Eusèbe de Césarée et Eusèbe d'Émèse. Ses partisans ne connaissent ni n'utilisent le terme ὁμοιούσιος qui apparaît pour la première fois en 357, pour être condamné, dans la deuxième formule de Sirmium, sans qu'on sache par qui et quand il a été forgé. L'année suivante, lors d'un synode à Ancyre, le parti de l'évêque Basile  parvient à imposer l'expression ὅμοιος κατ' οὑσιαν où l'οὑσια est considérée comme une substance individuelle : pour l'homoiousisme, la substance du Fils est bien de nature divine, semblable à celle du Père. 
Cette position théologique, qui se développe essentiellement en Orient, aura un temps le soutien de l'empereur Constance II avant qu'il ne se rapproche du parti homéen. À l'instar de Basile d'Ancyre et Mélèce d'Antioche, une partie des homoiousiens rejoignent progressivement le parti homoousien auquel leur doctrine s'apparente. Le reste des homoiousiens, dont les macédoniens, restent fidèles à la formule du concile d'Antioche de 341 avant de se diviser sur la question de la divinité de l'Esprit à partir de 360. 

### Personnalités
L'homoiousisme est représenté notamment par Basile d'Ancyre, Eustathe de Sébastée, Mélèce d'Antioche, Macédonios Ier de Constantinople ou encore Georges de Laodicée.